# Bridget Jones
Bridget Rose Jones és un personatge literari de ficció, una soltera a la trentena que viu a Londres.
Va ser creada per l'escriptora britànica Helen Fielding.

## Biografia de ficció
Bridget Jones és una londinenca soltera romàntica i fràgil, que, quan arriba a la trentena, investiga l'home ideal i té un diari íntim. Vacil·la en amor entre el seu cap Daniel Cleaver, faldiller i l'advocat especialista dels drets de l'home, Mark Darcy, que té por de comprometre's. Té, com un bon nombre de londinencs, una fixació per Colin Firth, l'actor que ha interpretat Darcy a la mini-sèrie Orgull i Prejudicis difosa l'any 1995 per la BBC.
La família de Bridget està formda per una mare massa segura d'ella que sempre sembla trobar noves aventures i projectes, un pare molt a terra (que no obstant això ha de patir els canvis d'humor de la seva dona) i un germà, Jamie, un personatge secundari. Bridget visita sovint els seus pares i els seus amics, Geoffrey i Una Alconbury. En aquestes ocasions, Bridget és sovint assaltada per la pregunta recurrent: Com van els teus amors? i exposada a les excentricitats de les classes mitges i altes de la societat britànica, caracteritzades per recepcions «gall dindi al curri» i barbacoes sobre el tema «Prostitutes i pastors».
La història és una adaptació lliure d'Orgull i Prejudicis, i un homenatge a la novel·la més famosa de Jane Austen. L'heroïna comença per experimentar antipatia cap a Mark Darcy, advocat internacional ric, elegant i divorciat fa poc, que per la seva banda no té una bona opinió d'ella. Això gira a aversió quan el seu cap, jove seductor del qual s'enamora primer, i que s'adona que Mark Darcy pot esdevenir un rival, li fa creure que és un home fred i pretensiós que temps enrere va trair la seva confiança i va cometre un acte imperdonable. En realitat, és ell qui ha comès un acte infame en contra de Darcy, com la jove heroïna acaba per saber. Després d'un cert nombre de peripècies, Darcy i ella acaben per reconciliar-se, confessar-se el seu amor i anar a viure junts.
Helen Fielding, d'altra banda, va escriure al Daily Telegraph del 20 de novembre de 1999: «He robat sense vergonya la intriga a Orgull i prejudicis per la primera novel·la. Trobo que està molt ben ordenada des de fa diversos segles i Jane Austen no se'm queixarà, segurament».
El 2001, Renée Zellweger la va interpretar a la pel·lícula El diari de Bridget Jones.
El 2004 es va estrenar la segona part, Bridget Jones: The Edge of Reason, amb igual èxit.
El 2016 es va estrenar la tercera part, Bridget Jones's Baby.

## Llibres
- El diari de Bridget Jones de Helen Fielding.
- El diari de Bridget Jones: Sobreviuré de Helen Fielding.
- El diari de Bridget Jones: Boja per ell de Helen Fielding. (2013)

## Pel·lícules
- 2001: El diari de Bridget Jones amb l'actriu estatunidenca Renée Zellweger (1969), Colin Firth (1960; com Mark Darcy) i Hugh Grant (1960; com Daniel Cleaver).
- 2004: Bridget Jones: The Edge of Reason, amb els mateixos actors.
- 2016: Bridget Jones's Baby amb l'actriu nord-americana Renée Zellweger (1969), Colin Firth (1960; com Mark Darcy) i Patrick Dempsey (1966; com Jack Qwant).[2]

## Banda sonora
- 2001: BSO El diari de Bridget Jones (Polydor)
- 2001: BSO El diari de Bridget Jones (2a part) (Polydor)
- 2004: BSO El diari de Bridget Jones: the Edge of Reason (Island)